# Sant Cristòfol de Busa
Sant Cristòfol de Busa és l'església parroquial del nucli de Busa que forma part de l'Inventari del Patrimoni Arquitectònic Català de Navès (Solsonès).
Es troba al nord del pla de Busa, damunt un turó, al peu de la muralla rocosa de la serra de Busa, molt visible des de qualsevol punt del pla. Està a llevant de les masies de Casa Vila i del Rial.
A Busa s'hi va per una carretera ben arranjada de 15 km. que surt del km. 114,2 (42° 00′ 05″ N, 1° 36′ 22″ E / 42.001501°N,1.606178°E) de la carretera C-26 (de Solsona a Berga), al seu pas pel terme de Navès.

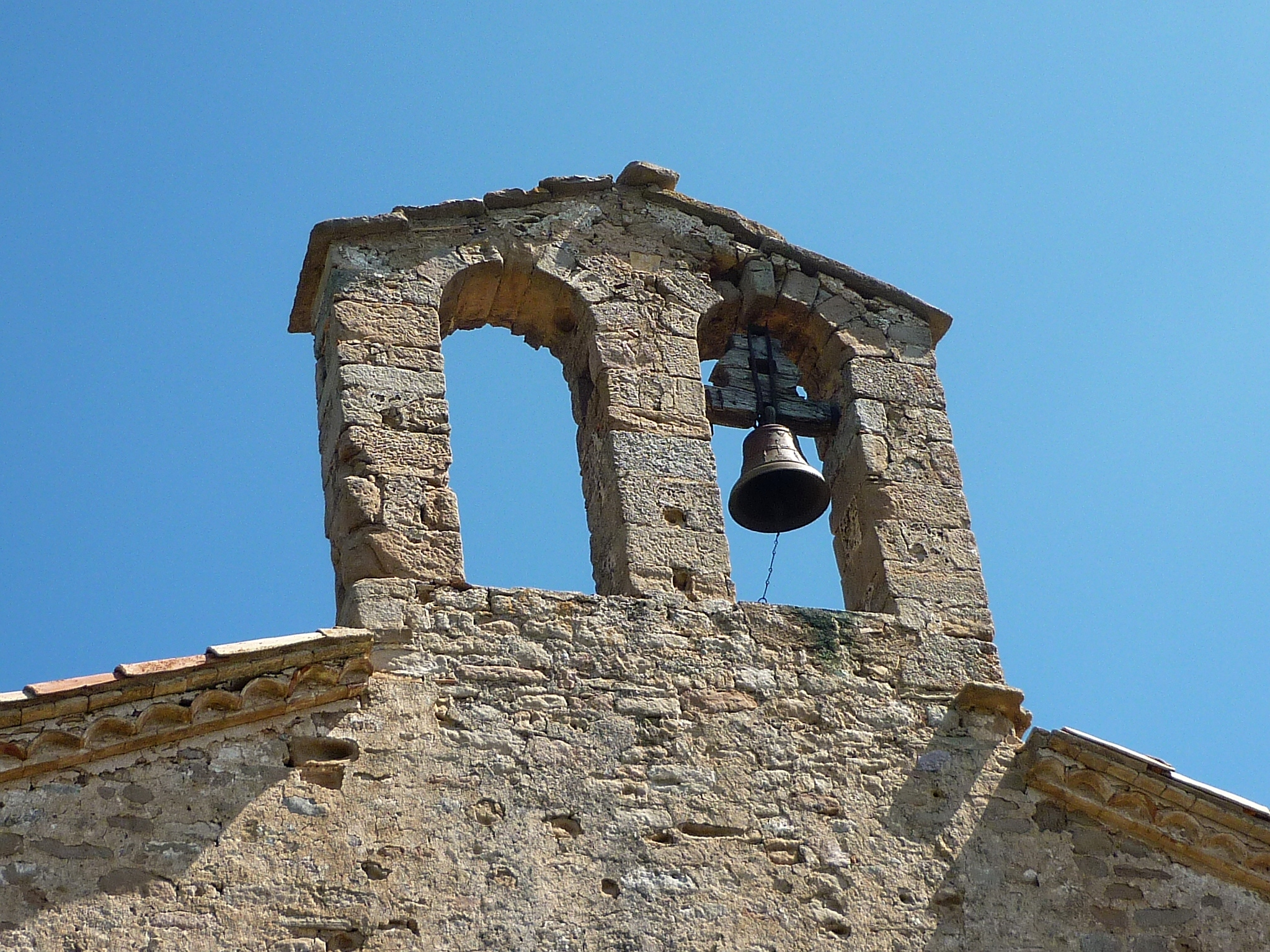
Espadanya

## Descripció
Església neoclàssica, construïda damunt de la primitiva romànica. A la porta, apareix la data de 1758. És d'una sola nau i l'absis ha desaparegut. De la primitiva església romànica en resta, però no complet i encarat a ponent, el mur del frontis on és visible el campanar d'espadanya, per a dues campanes, fet de pedra tosca, amb arcs de mig punt adovellats, i part de la línia que seguia la coberta. Al mur de llevant es veu un gran arc de dos metres d'ample, de mig punt, adovellat amb pedra tosca i resseguit per un altre arc de pedres rectangulars, també de pedra tosca. Les mides de l'església romànica són de 5 metres per llargada desconeguda.
La porta actual és amb llinda de pedra i al damunt, hi ha un petit rosetó. El parament és de carreus irregulars units amb morter.

### Notícies històriques
Església no esmentada en l'Acta de Consagració i Dotació de la Catedral d'Urgell l'any 839, però conserva estructures romàniques del segle xi tot i que molt modificades. D'aquesta església es tenen notícies tardanes, ja que durant la guerra de l'any 1936 va ser destruïda tota la documentació de la parròquia. En un document del segle XII l'església és citada com a «Sen Cristoval de Buse».